# Peyton Kennedy
Pour les articles homonymes, voir Kennedy.
Peyton Kennedy, née le 4 janvier 2004 à Toronto, est une actrice canadienne.

## Biographie
En 2018, elle tient le rôle d'une jeune lesbienne, Kate Messner, dans la série Everything Sucks!. 
Depuis 2018, elle joue le rôle d'un personnage récurrent, Betty Nelson, une jeune mère qui a des problèmes avec la drogue et qui s'est enfuie de chez elle, introduit dans la saison 14 de Grey's Anatomy.

## Filmographie

### Cinéma
- 2012 : The Offering (court métrage) : Marla
- 2013 : To Look Away (court métrage) : Denise
- 2014 : Dorsal (court métrage) : Iris
- 2014 : Captive : Cass jeune
- 2014 : Hell Town (Cut Bank) de Matt Shakman : Rosie
- 2016  : American Fable (en) : Gitty
- 2016 : Lavender (en) : Jane jeune
- 2016 : Odd Squad: The Movie : Dr. O
- 2017 : XX : Jenny Jacobs (segment The Box)
- 2017 : Sunny Side Up (court métrage) : Sunny
- 2017 : Cardinals : Julie
- 2018 : Pond Life : Ellie
- 2020 : What the Night Can Do : Luana Cole

### Télévision
- 2012 : Le Déshonneur d'un Colonel (An Officer and a Murderer) (téléfilm) : Gwen Pelway
- 2013 : Copper (série télévisée) : Clara Purvis
- 2014 : The Ron James Show (en) (série télévisée)
- 2014 : Hannibal (série télévisée) : la petite fille
- 2015 : Between (série télévisée) : Annie (2 épisodes)
- 2015 : Les Enquêtes de Murdoch (série télévisée) : Mary Pickford
- 2016 : Killjoys (série télévisée) : Xosia
- 2017 : Taken (série télévisée) : Mattie Glynn
- 2014-2017 : Odd Squad (en) (série télévisée) : Dr. O (28 épisodes)
- 2018 : Everything Sucks! (série télévisée) : Kate Messner (10 épisodes)
- 2018-2019 : Grey's Anatomy (série télévisée) : Betty (12 épisodes)